# إتش.آي أو
إتش.آي أو (بالإنجليزية: Itch.io) هو موقع ويب لبيع وتنزيل ألعاب الفيديو المستقلة. أصدر الموقع في مارس 2013 ويحوي أكثر من 400,000 لعبة اعتباراً من أغسطس 2021.
نظراً لمقدار الحرية التي يتمتع بها المطورون في إتش.آي أو، يُنظر إلى الموقع بصورة عامة كطريقة جيدة لمطوري الألعاب الجدد للإعلان عن ألعابهم وبدأ جني المال.

## التاريخ
في 3 مارس 2013، أعلن ليف كوركوران في مدونته عن موقعه لبيع الألعاب والذي يعمل على نموذج الدفع مقابل ما تريد. في مقابلة مع حجر، ورقة، بندقية قال كوركوران بأن فكرته الأصلية لم تكن متجراً، بل مكاناً لعمل صفحة رئيسية مخصصة للعبة.
في يونيو 2015، وصل عدد الألعاب الكلي في الموقع أكثر من 15,000 لعبة.
في ديسمبر 2015، أعلن الموقع عن إطلاق تطبيق سطح مكتب مفتوح المصدر لتثبيت الألعاب وتحديثها تلقائياً. تم إصداره على منصات مايكروسوفت ويندوز، وماك أو إس، ولينكس.
يحلول فبراير 2017، كان لدى إتش.آي أو أكثر من خمسة ملايين عملية تنزيل.
في أبريل 2021، أصبح تطبيق إتش.آي أو متوفراً على إيبك غيمز ستور.

## التبرعات
في يونيو 2020 أطلق إتش.آي أو حزمة ألعاب تحوي أكثر من 1,500 لعبة لدعم احتجاجات جورج فلويد. خلال 11 يوماً، استطاعت الحزمة جمع 8.1 مليون دولار.
في يونيو 2021 أطلق إتش.آي أو حزمة المساعدات الفلسطينية، والتي ذهبت كل عوائدها إلى وكالة الأمم المتحدة لإغاثة وتشغيل اللاجئين الفلسطينيين لمساعدة الفلسطينيين في قطاع غزة عقب الاشتباكات الإسرائيلية الفلسطينية 2021. إستطاعت الحزمة جمع 899,000 دولار.[بحاجة لمصدر]

## الإيرادات
يمكن للمطورين الحصول على المال مقابل الألعاب التي يطلقونها في الموقع.، يأخذ الموقع نسبة 10% من كل عملية شراء بشكل إفتراضي، ولكن يمكن للمطورين تعديل النسبة كما يشاءون. يمكن أيضا للعملاء دفع مبلغ إضافي للعبة إذا أحبَ ذلك.

## روابط خارجية
- الموقع الرسمي